# Lista di asteroidi (36001-37000)
Di seguito una lista di asteroidi dal numero 36001 al 37000 con data di scoperta e scopritore.

## 36001-36100
| Nome               | Designazione provvisoria | Data di scoperta  | Scopritore                  |
| ------------------ | ------------------------ | ----------------- | --------------------------- |
| 36001 -            | 1999 ND23                | 14 luglio 1999    | LINEAR                      |
| 36002 -            | 1999 NA24                | 14 luglio 1999    | LINEAR                      |
| 36003 -            | 1999 NX24                | 14 luglio 1999    | LINEAR                      |
| 36004 -            | 1999 NB25                | 14 luglio 1999    | LINEAR                      |
| 36005 -            | 1999 NH25                | 14 luglio 1999    | LINEAR                      |
| 36006 -            | 1999 NS26                | 14 luglio 1999    | LINEAR                      |
| 36007 -            | 1999 NJ31                | 14 luglio 1999    | LINEAR                      |
| 36008 -            | 1999 NH32                | 14 luglio 1999    | LINEAR                      |
| 36009 -            | 1999 NA35                | 14 luglio 1999    | LINEAR                      |
| 36010 -            | 1999 NH37                | 14 luglio 1999    | LINEAR                      |
| 36011 -            | 1999 NM37                | 14 luglio 1999    | LINEAR                      |
| 36012 -            | 1999 NC39                | 14 luglio 1999    | LINEAR                      |
| 36013 -            | 1999 NZ39                | 14 luglio 1999    | LINEAR                      |
| 36014 -            | 1999 NJ40                | 14 luglio 1999    | LINEAR                      |
| 36015 -            | 1999 NN40                | 14 luglio 1999    | LINEAR                      |
| 36016 -            | 1999 ND41                | 14 luglio 1999    | LINEAR                      |
| 36017 -            | 1999 ND43                | 14 luglio 1999    | LINEAR                      |
| 36018 -            | 1999 NA46                | 13 luglio 1999    | LINEAR                      |
| 36019 -            | 1999 NE48                | 13 luglio 1999    | LINEAR                      |
| 36020 -            | 1999 NL48                | 13 luglio 1999    | LINEAR                      |
| 36021 -            | 1999 NH49                | 13 luglio 1999    | LINEAR                      |
| 36022 -            | 1999 NQ49                | 13 luglio 1999    | LINEAR                      |
| 36023 -            | 1999 NS49                | 13 luglio 1999    | LINEAR                      |
| 36024 -            | 1999 NW50                | 14 luglio 1999    | LINEAR                      |
| 36025 -            | 1999 NY50                | 14 luglio 1999    | LINEAR                      |
| 36026 -            | 1999 NZ52                | 12 luglio 1999    | LINEAR                      |
| 36027 -            | 1999 NZ55                | 12 luglio 1999    | LINEAR                      |
| 36028 -            | 1999 NA57                | 12 luglio 1999    | LINEAR                      |
| 36029 -            | 1999 NF57                | 12 luglio 1999    | LINEAR                      |
| 36030 -            | 1999 NR59                | 13 luglio 1999    | LINEAR                      |
| 36031 -            | 1999 NG64                | 10 luglio 1999    | Wise                        |
| 36032 -            | 1999 OC                  | 16 luglio 1999    | K. Korlević                 |
| 36033 Viseggi      | 1999 OC1                 | 19 luglio 1999    | Monte Viseggi               |
| 36034 -            | 1999 OK3                 | 24 luglio 1999    | Farra d'Isonzo              |
| 36035 Petrvok      | 1999 PV                  | 6 agosto 1999     | J. Tichá, M. Tichý          |
| 36036 Bonucci      | 1999 PQ1                 | 8 agosto 1999     | Saji                        |
| 36037 Linenschmidt | 1999 PQ3                 | 13 agosto 1999    | W. D. Bruton, C. F. Stewart |
| 36038 -            | 1999 PU3                 | 13 agosto 1999    | Spacewatch                  |
| 36039 Joandunham   | 1999 PA4                 | 13 agosto 1999    | Creek J. Broughton          |
| 36040 -            | 1999 PF6                 | 13 agosto 1999    | Spacewatch                  |
| 36041 -            | 1999 QU                  | 17 agosto 1999    | Spacewatch                  |
| 36042 -            | 1999 QB3                 | 21 agosto 1999    | Spacewatch                  |
| 36043 -            | 1999 RN2                 | 4 settembre 1999  | CSS                         |
| 36044 -            | 1999 RA10                | 7 settembre 1999  | Spacewatch                  |
| 36045 -            | 1999 RZ12                | 7 settembre 1999  | LINEAR                      |
| 36046 -            | 1999 RH14                | 7 settembre 1999  | LINEAR                      |
| 36047 -            | 1999 RY14                | 7 settembre 1999  | LINEAR                      |
| 36048 -            | 1999 RR17                | 7 settembre 1999  | LINEAR                      |
| 36049 -            | 1999 RB18                | 7 settembre 1999  | LINEAR                      |
| 36050 -            | 1999 RE18                | 7 settembre 1999  | LINEAR                      |
| 36051 -            | 1999 RO19                | 7 settembre 1999  | LINEAR                      |
| 36052 -            | 1999 RS19                | 7 settembre 1999  | LINEAR                      |
| 36053 -            | 1999 RY23                | 7 settembre 1999  | LINEAR                      |
| 36054 -            | 1999 RJ24                | 7 settembre 1999  | LINEAR                      |
| 36055 -            | 1999 RP31                | 5 settembre 1999  | L. Šarounová                |
| 36056 -            | 1999 RX32                | 8 settembre 1999  | H. Mikuž                    |
| 36057 -            | 1999 RC33                | 10 settembre 1999 | L. Bernasconi               |
| 36058 -            | 1999 RM35                | 10 settembre 1999 | K. Korlević                 |
| 36059 -            | 1999 RT39                | 7 settembre 1999  | CSS                         |
| 36060 Babuška      | 1999 RM43                | 14 settembre 1999 | P. Pravec, P. Kušnirák      |
| 36061 Haldane      | 1999 RJ44                | 11 settembre 1999 | M. M. M. Santangelo         |
| 36062 -            | 1999 RB47                | 7 settembre 1999  | LINEAR                      |
| 36063 -            | 1999 RD47                | 7 settembre 1999  | LINEAR                      |
| 36064 -            | 1999 RR47                | 7 settembre 1999  | LINEAR                      |
| 36065 -            | 1999 RX48                | 7 settembre 1999  | LINEAR                      |
| 36066 -            | 1999 RW49                | 7 settembre 1999  | LINEAR                      |
| 36067 -            | 1999 RD50                | 7 settembre 1999  | LINEAR                      |
| 36068 -            | 1999 RN51                | 7 settembre 1999  | LINEAR                      |
| 36069 -            | 1999 RV52                | 7 settembre 1999  | LINEAR                      |
| 36070 -            | 1999 RQ53                | 7 settembre 1999  | LINEAR                      |
| 36071 -            | 1999 RG56                | 7 settembre 1999  | Spacewatch                  |
| 36072 -            | 1999 RJ56                | 7 settembre 1999  | LINEAR                      |
| 36073 -            | 1999 RX56                | 7 settembre 1999  | LINEAR                      |
| 36074 -            | 1999 RF58                | 7 settembre 1999  | LINEAR                      |
| 36075 -            | 1999 RU59                | 7 settembre 1999  | LINEAR                      |
| 36076 -            | 1999 RW60                | 7 settembre 1999  | LINEAR                      |
| 36077 -            | 1999 RL61                | 7 settembre 1999  | LINEAR                      |
| 36078 -            | 1999 RK62                | 7 settembre 1999  | LINEAR                      |
| 36079 -            | 1999 RH63                | 7 settembre 1999  | LINEAR                      |
| 36080 -            | 1999 RF64                | 7 settembre 1999  | LINEAR                      |
| 36081 -            | 1999 RG71                | 7 settembre 1999  | LINEAR                      |
| 36082 -            | 1999 RQ77                | 7 settembre 1999  | LINEAR                      |
| 36083 -            | 1999 RV81                | 7 settembre 1999  | LINEAR                      |
| 36084 -            | 1999 RR85                | 7 settembre 1999  | LINEAR                      |
| 36085 -            | 1999 RT85                | 7 settembre 1999  | LINEAR                      |
| 36086 -            | 1999 RW86                | 7 settembre 1999  | LINEAR                      |
| 36087 -            | 1999 RF88                | 7 settembre 1999  | LINEAR                      |
| 36088 -            | 1999 RD92                | 7 settembre 1999  | LINEAR                      |
| 36089 -            | 1999 RN92                | 7 settembre 1999  | LINEAR                      |
| 36090 -            | 1999 RN100               | 8 settembre 1999  | LINEAR                      |
| 36091 -            | 1999 RS100               | 8 settembre 1999  | LINEAR                      |
| 36092 -            | 1999 RS102               | 8 settembre 1999  | LINEAR                      |
| 36093 -            | 1999 RA103               | 8 settembre 1999  | LINEAR                      |
| 36094 -            | 1999 RM108               | 8 settembre 1999  | LINEAR                      |
| 36095 -            | 1999 RL109               | 8 settembre 1999  | LINEAR                      |
| 36096 -            | 1999 RU110               | 8 settembre 1999  | LINEAR                      |
| 36097 -            | 1999 RH112               | 9 settembre 1999  | LINEAR                      |
| 36098 -            | 1999 RW112               | 9 settembre 1999  | LINEAR                      |
| 36099 -            | 1999 RE113               | 9 settembre 1999  | LINEAR                      |
| 36100 -            | 1999 RC114               | 9 settembre 1999  | LINEAR                      |

## 36101-36200
| Nome               | Designazione provvisoria | Data di scoperta  | Scopritore            |
| ------------------ | ------------------------ | ----------------- | --------------------- |
| 36101 -            | 1999 RY115               | 9 settembre 1999  | LINEAR                |
| 36102 -            | 1999 RA116               | 9 settembre 1999  | LINEAR                |
| 36103 -            | 1999 RL116               | 9 settembre 1999  | LINEAR                |
| 36104 -            | 1999 RY116               | 9 settembre 1999  | LINEAR                |
| 36105 -            | 1999 RF118               | 9 settembre 1999  | LINEAR                |
| 36106 -            | 1999 RN119               | 9 settembre 1999  | LINEAR                |
| 36107 -            | 1999 RV119               | 9 settembre 1999  | LINEAR                |
| 36108 -            | 1999 RK120               | 9 settembre 1999  | LINEAR                |
| 36109 -            | 1999 RB122               | 9 settembre 1999  | LINEAR                |
| 36110 -            | 1999 RV122               | 9 settembre 1999  | LINEAR                |
| 36111 -            | 1999 RL126               | 9 settembre 1999  | LINEAR                |
| 36112 -            | 1999 RB129               | 9 settembre 1999  | LINEAR                |
| 36113 -            | 1999 RY129               | 9 settembre 1999  | LINEAR                |
| 36114 -            | 1999 RA130               | 9 settembre 1999  | LINEAR                |
| 36115 -            | 1999 RH133               | 9 settembre 1999  | LINEAR                |
| 36116 -            | 1999 RY133               | 9 settembre 1999  | LINEAR                |
| 36117 -            | 1999 RD135               | 9 settembre 1999  | LINEAR                |
| 36118 -            | 1999 RE135               | 9 settembre 1999  | LINEAR                |
| 36119 -            | 1999 RQ135               | 9 settembre 1999  | LINEAR                |
| 36120 -            | 1999 RS136               | 9 settembre 1999  | LINEAR                |
| 36121 -            | 1999 RO143               | 9 settembre 1999  | LINEAR                |
| 36122 -            | 1999 RG145               | 9 settembre 1999  | LINEAR                |
| 36123 -            | 1999 RS146               | 9 settembre 1999  | LINEAR                |
| 36124 -            | 1999 RF147               | 9 settembre 1999  | LINEAR                |
| 36125 -            | 1999 RG147               | 9 settembre 1999  | LINEAR                |
| 36126 -            | 1999 RH148               | 9 settembre 1999  | LINEAR                |
| 36127 -            | 1999 RJ150               | 9 settembre 1999  | LINEAR                |
| 36128 -            | 1999 RK151               | 9 settembre 1999  | LINEAR                |
| 36129 -            | 1999 RW156               | 9 settembre 1999  | LINEAR                |
| 36130 -            | 1999 RG157               | 9 settembre 1999  | LINEAR                |
| 36131 -            | 1999 RN158               | 9 settembre 1999  | LINEAR                |
| 36132 -            | 1999 RU158               | 9 settembre 1999  | LINEAR                |
| 36133 -            | 1999 RJ159               | 9 settembre 1999  | LINEAR                |
| 36134 -            | 1999 RS162               | 9 settembre 1999  | LINEAR                |
| 36135 -            | 1999 RO163               | 9 settembre 1999  | LINEAR                |
| 36136 -            | 1999 RR165               | 9 settembre 1999  | LINEAR                |
| 36137 -            | 1999 RV167               | 9 settembre 1999  | LINEAR                |
| 36138 -            | 1999 RW167               | 9 settembre 1999  | LINEAR                |
| 36139 -            | 1999 RY167               | 9 settembre 1999  | LINEAR                |
| 36140 -            | 1999 RC168               | 9 settembre 1999  | LINEAR                |
| 36141 -            | 1999 RF170               | 9 settembre 1999  | LINEAR                |
| 36142 -            | 1999 RA173               | 9 settembre 1999  | LINEAR                |
| 36143 -            | 1999 RR173               | 9 settembre 1999  | LINEAR                |
| 36144 -            | 1999 RT173               | 9 settembre 1999  | LINEAR                |
| 36145 -            | 1999 RK178               | 9 settembre 1999  | LINEAR                |
| 36146 -            | 1999 RX181               | 9 settembre 1999  | LINEAR                |
| 36147 -            | 1999 RA186               | 9 settembre 1999  | LINEAR                |
| 36148 -            | 1999 RF192               | 13 settembre 1999 | LINEAR                |
| 36149 -            | 1999 RQ192               | 13 settembre 1999 | LINEAR                |
| 36150 -            | 1999 RE193               | 13 settembre 1999 | LINEAR                |
| 36151 -            | 1999 RG193               | 13 settembre 1999 | LINEAR                |
| 36152 -            | 1999 RE196               | 8 settembre 1999  | LINEAR                |
| 36153 -            | 1999 RF201               | 8 settembre 1999  | LINEAR                |
| 36154 -            | 1999 RY202               | 8 settembre 1999  | LINEAR                |
| 36155 -            | 1999 RO206               | 8 settembre 1999  | LINEAR                |
| 36156 -            | 1999 RQ206               | 8 settembre 1999  | LINEAR                |
| 36157 -            | 1999 RH210               | 8 settembre 1999  | LINEAR                |
| 36158 -            | 1999 RL216               | 8 settembre 1999  | LINEAR                |
| 36159 -            | 1999 RZ217               | 4 settembre 1999  | CSS                   |
| 36160 -            | 1999 RZ218               | 5 settembre 1999  | LONEOS                |
| 36161 -            | 1999 RB220               | 4 settembre 1999  | LONEOS                |
| 36162 -            | 1999 RX221               | 6 settembre 1999  | CSS                   |
| 36163 -            | 1999 RQ222               | 7 settembre 1999  | CSS                   |
| 36164 -            | 1999 RN226               | 5 settembre 1999  | CSS                   |
| 36165 -            | 1999 RB227               | 5 settembre 1999  | CSS                   |
| 36166 -            | 1999 RY228               | 5 settembre 1999  | Spacewatch            |
| 36167 -            | 1999 RG230               | 8 settembre 1999  | CSS                   |
| 36168 -            | 1999 RF233               | 8 settembre 1999  | CSS                   |
| 36169 Grosseteste  | 1999 RG240               | 11 settembre 1999 | LONEOS                |
| 36170 -            | 1999 RC242               | 12 settembre 1999 | LONEOS                |
| 36171 -            | 1999 RM242               | 4 settembre 1999  | LONEOS                |
| 36172 -            | 1999 RH247               | 4 settembre 1999  | Spacewatch            |
| 36173 -            | 1999 SN1                 | 17 settembre 1999 | K. Korlević           |
| 36174 Podolský     | 1999 SW2                 | 23 settembre 1999 | M. Wolf, L. Šarounová |
| 36175 -            | 1999 ST6                 | 30 settembre 1999 | LINEAR                |
| 36176 -            | 1999 SR9                 | 29 settembre 1999 | K. Korlević           |
| 36177 Tonysharon   | 1999 SJ14                | 30 settembre 1999 | LINEAR                |
| 36178 -            | 1999 SP16                | 29 settembre 1999 | CSS                   |
| 36179 -            | 1999 SP19                | 30 settembre 1999 | LINEAR                |
| 36180 -            | 1999 SQ19                | 30 settembre 1999 | LINEAR                |
| 36181 -            | 1999 TT10                | 8 ottobre 1999    | K. Korlević, M. Jurić |
| 36182 Montigiani   | 1999 TY12                | 10 ottobre 1999   | M. M. M. Santangelo   |
| 36183 -            | 1999 TX16                | 13 ottobre 1999   | LINEAR                |
| 36184 Pavelbožek   | 1999 TQ17                | 14 ottobre 1999   | L. Šarounová          |
| 36185 -            | 1999 TG25                | 3 ottobre 1999    | LINEAR                |
| 36186 -            | 1999 TC31                | 4 ottobre 1999    | LINEAR                |
| 36187 Travisbarman | 1999 TB37                | 13 ottobre 1999   | LONEOS                |
| 36188 -            | 1999 TD37                | 13 ottobre 1999   | LONEOS                |
| 36189 -            | 1999 TS37                | 1 ottobre 1999    | CSS                   |
| 36190 -            | 1999 TG40                | 5 ottobre 1999    | CSS                   |
| 36191 -            | 1999 TY78                | 11 ottobre 1999   | Spacewatch            |
| 36192 -            | 1999 TC89                | 2 ottobre 1999    | LINEAR                |
| 36193 -            | 1999 TD89                | 2 ottobre 1999    | LINEAR                |
| 36194 -            | 1999 TP89                | 2 ottobre 1999    | LINEAR                |
| 36195 -            | 1999 TG90                | 2 ottobre 1999    | LINEAR                |
| 36196 -            | 1999 TT90                | 2 ottobre 1999    | LINEAR                |
| 36197 -            | 1999 TZ91                | 2 ottobre 1999    | LINEAR                |
| 36198 -            | 1999 TF92                | 2 ottobre 1999    | LINEAR                |
| 36199 -            | 1999 TD93                | 2 ottobre 1999    | LINEAR                |
| 36200 -            | 1999 TA97                | 2 ottobre 1999    | LINEAR                |

## 36201-36300
| Nome                  | Designazione provvisoria | Data di scoperta | Scopritore                           |
| --------------------- | ------------------------ | ---------------- | ------------------------------------ |
| 36201 -               | 1999 TE98                | 2 ottobre 1999   | LINEAR                               |
| 36202 -               | 1999 TG98                | 2 ottobre 1999   | LINEAR                               |
| 36203 -               | 1999 TZ98                | 2 ottobre 1999   | LINEAR                               |
| 36204 -               | 1999 TM101               | 2 ottobre 1999   | LINEAR                               |
| 36205 -               | 1999 TV101               | 2 ottobre 1999   | LINEAR                               |
| 36206 -               | 1999 TK107               | 4 ottobre 1999   | LINEAR                               |
| 36207 -               | 1999 TB110               | 4 ottobre 1999   | LINEAR                               |
| 36208 -               | 1999 TB120               | 4 ottobre 1999   | LINEAR                               |
| 36209 -               | 1999 TY130               | 6 ottobre 1999   | LINEAR                               |
| 36210 -               | 1999 TD144               | 7 ottobre 1999   | LINEAR                               |
| 36211 -               | 1999 TM152               | 7 ottobre 1999   | LINEAR                               |
| 36212 -               | 1999 TU154               | 7 ottobre 1999   | LINEAR                               |
| 36213 Robertotisgreen | 1999 TU158               | 9 ottobre 1999   | LINEAR                               |
| 36214 -               | 1999 TH201               | 13 ottobre 1999  | LINEAR                               |
| 36215 -               | 1999 TG214               | 15 ottobre 1999  | LINEAR                               |
| 36216 -               | 1999 TK215               | 15 ottobre 1999  | LINEAR                               |
| 36217 -               | 1999 TN216               | 15 ottobre 1999  | LINEAR                               |
| 36218 -               | 1999 TK220               | 1 ottobre 1999   | CSS                                  |
| 36219 -               | 1999 TM221               | 2 ottobre 1999   | LINEAR                               |
| 36220 -               | 1999 TW231               | 5 ottobre 1999   | CSS                                  |
| 36221 -               | 1999 TS244               | 7 ottobre 1999   | CSS                                  |
| 36222 -               | 1999 TG246               | 8 ottobre 1999   | CSS                                  |
| 36223 -               | 1999 TJ267               | 3 ottobre 1999   | LINEAR                               |
| 36224 -               | 1999 TE268               | 3 ottobre 1999   | LINEAR                               |
| 36225 -               | 1999 TW270               | 3 ottobre 1999   | LINEAR                               |
| 36226 Mackerras       | 1999 UQ4                 | 31 ottobre 1999  | L. Šarounová                         |
| 36227 -               | 1999 UR5                 | 29 ottobre 1999  | CSS                                  |
| 36228 -               | 1999 UK9                 | 29 ottobre 1999  | CSS                                  |
| 36229 -               | 1999 UE13                | 29 ottobre 1999  | CSS                                  |
| 36230 -               | 1999 UD15                | 29 ottobre 1999  | CSS                                  |
| 36231 -               | 1999 UG16                | 29 ottobre 1999  | CSS                                  |
| 36232 -               | 1999 US26                | 30 ottobre 1999  | CSS                                  |
| 36233 -               | 1999 UJ27                | 30 ottobre 1999  | Spacewatch                           |
| 36234 -               | 1999 UB42                | 20 ottobre 1999  | LINEAR                               |
| 36235 Sergebaudo      | 1999 VJ                  | 1 novembre 1999  | L. Šarounová                         |
| 36236 -               | 1999 VV                  | 1 novembre 1999  | LINEAR                               |
| 36237 -               | 1999 VX11                | 10 novembre 1999 | C. W. Juels                          |
| 36238 -               | 1999 VX19                | 8 novembre 1999  | K. Korlević                          |
| 36239 -               | 1999 VA30                | 3 novembre 1999  | LINEAR                               |
| 36240 -               | 1999 VN44                | 4 novembre 1999  | CSS                                  |
| 36241 -               | 1999 VM48                | 3 novembre 1999  | LINEAR                               |
| 36242 -               | 1999 VX71                | 5 novembre 1999  | Beijing Schmidt CCD Asteroid Program |
| 36243 -               | 1999 VP81                | 5 novembre 1999  | LINEAR                               |
| 36244 -               | 1999 VJ85                | 5 novembre 1999  | CSS                                  |
| 36245 -               | 1999 VP86                | 5 novembre 1999  | LINEAR                               |
| 36246 -               | 1999 VN108               | 9 novembre 1999  | LINEAR                               |
| 36247 -               | 1999 VY155               | 12 novembre 1999 | LINEAR                               |
| 36248 -               | 1999 VA176               | 2 novembre 1999  | CSS                                  |
| 36249 -               | 1999 VT178               | 6 novembre 1999  | LINEAR                               |
| 36250 -               | 1999 VB179               | 6 novembre 1999  | LINEAR                               |
| 36251 -               | 1999 VB181               | 6 novembre 1999  | LINEAR                               |
| 36252 -               | 1999 VS190               | 15 novembre 1999 | LINEAR                               |
| 36253 -               | 1999 XT11                | 6 dicembre 1999  | CSS                                  |
| 36254 -               | 1999 XM17                | 2 dicembre 1999  | LINEAR                               |
| 36255 -               | 1999 XR17                | 2 dicembre 1999  | LINEAR                               |
| 36256 -               | 1999 XT17                | 3 dicembre 1999  | LINEAR                               |
| 36257 -               | 1999 XT20                | 5 dicembre 1999  | LINEAR                               |
| 36258 -               | 1999 XG73                | 7 dicembre 1999  | LINEAR                               |
| (36259) 1999 XM74     | 1999 XM74                | 7 dicembre 1999  | LINEAR                               |
| 36260 -               | 1999 XQ111               | 7 dicembre 1999  | LINEAR                               |
| 36261 -               | 1999 XE116               | 5 dicembre 1999  | CSS                                  |
| 36262 -               | 1999 XO117               | 5 dicembre 1999  | CSS                                  |
| 36263 -               | 1999 XB147               | 7 dicembre 1999  | Spacewatch                           |
| 36264 Kojimatsumoto   | 1999 XL152               | 13 dicembre 1999 | LONEOS                               |
| (36265) 1999 XV156    | 1999 XV156               | 8 dicembre 1999  | LINEAR                               |
| 36266 -               | 1999 XA192               | 12 dicembre 1999 | LINEAR                               |
| (36267) 1999 XB211    | 1999 XB211               | 13 dicembre 1999 | LINEAR                               |
| (36268) 1999 XT213    | 1999 XT213               | 14 dicembre 1999 | LINEAR                               |
| 36269 -               | 1999 XB214               | 14 dicembre 1999 | LINEAR                               |
| 36270 -               | 1999 XS248               | 6 dicembre 1999  | LINEAR                               |
| 36271 -               | 2000 AV19                | 3 gennaio 2000   | LINEAR                               |
| 36272 -               | 2000 AJ51                | 4 gennaio 2000   | LINEAR                               |
| 36273 -               | 2000 AM68                | 5 gennaio 2000   | LINEAR                               |
| 36274 -               | 2000 AV107               | 5 gennaio 2000   | LINEAR                               |
| 36275 -               | 2000 AO138               | 5 gennaio 2000   | LINEAR                               |
| 36276 -               | 2000 AE167               | 8 gennaio 2000   | LINEAR                               |
| 36277 -               | 2000 AG172               | 7 gennaio 2000   | LINEAR                               |
| 36278 -               | 2000 AG229               | 3 gennaio 2000   | LINEAR                               |
| 36279 -               | 2000 BQ5                 | 27 gennaio 2000  | LINEAR                               |
| 36280 -               | 2000 CJ77                | 1 febbraio 2000  | P. Kušnirák                          |
| 36281 -               | 2000 CN85                | 4 febbraio 2000  | LINEAR                               |
| 36282 -               | 2000 CT98                | 8 febbraio 2000  | Spacewatch                           |
| 36283 -               | 2000 DV3                 | 26 febbraio 2000 | LINEAR                               |
| 36284 -               | 2000 DM8                 | 27 febbraio 2000 | LINEAR                               |
| 36285 -               | 2000 DW103               | 29 febbraio 2000 | LINEAR                               |
| 36286 -               | 2000 EL14                | 5 marzo 2000     | K. Korlević                          |
| 36287 -               | 2000 ER45                | 9 marzo 2000     | LINEAR                               |
| 36288 -               | 2000 EQ170               | 5 marzo 2000     | LINEAR                               |
| 36289 -               | 2000 FP11                | 28 marzo 2000    | LINEAR                               |
| 36290 -               | 2000 FM30                | 27 marzo 2000    | LONEOS                               |
| 36291 -               | 2000 GG98                | 7 aprile 2000    | LINEAR                               |
| 36292 -               | 2000 GX122               | 11 aprile 2000   | C. W. Juels                          |
| 36293 -               | 2000 GQ144               | 7 aprile 2000    | Spacewatch                           |
| 36294 -               | 2000 GS152               | 6 aprile 2000    | LINEAR                               |
| 36295 -               | 2000 HV30                | 28 aprile 2000   | LINEAR                               |
| 36296 -               | 2000 HP49                | 29 aprile 2000   | LINEAR                               |
| 36297 -               | 2000 JM5                 | 5 maggio 2000    | P. G. Comba                          |
| 36298 -               | 2000 JF10                | 3 maggio 2000    | LINEAR                               |
| 36299 -               | 2000 JA16                | 6 maggio 2000    | LINEAR                               |
| 36300 -               | 2000 JE19                | 3 maggio 2000    | LINEAR                               |

## 36301-36400
| Nome              | Designazione provvisoria | Data di scoperta | Scopritore      |
| ----------------- | ------------------------ | ---------------- | --------------- |
| 36301 -           | 2000 JK21                | 6 maggio 2000    | LINEAR          |
| 36302 -           | 2000 JX33                | 7 maggio 2000    | LINEAR          |
| 36303 -           | 2000 JM54                | 6 maggio 2000    | LINEAR          |
| 36304 -           | 2000 JY56                | 6 maggio 2000    | LINEAR          |
| 36305 -           | 2000 JZ56                | 6 maggio 2000    | LINEAR          |
| 36306 -           | 2000 JK58                | 6 maggio 2000    | LINEAR          |
| 36307 -           | 2000 JY65                | 6 maggio 2000    | LINEAR          |
| 36308 -           | 2000 KX3                 | 27 maggio 2000   | LINEAR          |
| 36309 -           | 2000 KS29                | 28 maggio 2000   | LINEAR          |
| 36310 -           | 2000 KN31                | 28 maggio 2000   | LINEAR          |
| 36311 -           | 2000 KK48                | 27 maggio 2000   | LINEAR          |
| 36312 -           | 2000 KO50                | 27 maggio 2000   | LINEAR          |
| 36313 -           | 2000 KE67                | 31 maggio 2000   | LINEAR          |
| 36314 -           | 2000 LH4                 | 4 giugno 2000    | LINEAR          |
| 36315 -           | 2000 LP9                 | 5 giugno 2000    | LINEAR          |
| 36316 -           | 2000 LC12                | 4 giugno 2000    | LINEAR          |
| 36317 -           | 2000 LL12                | 5 giugno 2000    | LINEAR          |
| 36318 -           | 2000 LJ18                | 8 giugno 2000    | LINEAR          |
| 36319 -           | 2000 LO20                | 8 giugno 2000    | LINEAR          |
| 36320 -           | 2000 LD23                | 1 giugno 2000    | LONEOS          |
| 36321 -           | 2000 LS23                | 7 giugno 2000    | LINEAR          |
| 36322 -           | 2000 LB26                | 1 giugno 2000    | LINEAR          |
| 36323 -           | 2000 LF27                | 6 giugno 2000    | LONEOS          |
| 36324 -           | 2000 LT27                | 6 giugno 2000    | LONEOS          |
| 36325 -           | 2000 LF29                | 9 giugno 2000    | LONEOS          |
| 36326 -           | 2000 LH29                | 11 giugno 2000   | LONEOS          |
| 36327 -           | 2000 LV33                | 4 giugno 2000    | NEAT            |
| 36328 -           | 2000 LR35                | 1 giugno 2000    | LONEOS          |
| 36329 Philmetzger | 2000 LU35                | 1 giugno 2000    | LONEOS          |
| 36330 -           | 2000 MF5                 | 26 giugno 2000   | LINEAR          |
| 36331 -           | 2000 MN5                 | 26 giugno 2000   | LINEAR          |
| 36332 -           | 2000 ND1                 | 2 luglio 2000    | Spacewatch      |
| 36333 -           | 2000 NV4                 | 7 luglio 2000    | LINEAR          |
| 36334 -           | 2000 NZ4                 | 7 luglio 2000    | LINEAR          |
| 36335 -           | 2000 NA5                 | 7 luglio 2000    | LINEAR          |
| 36336 -           | 2000 ND5                 | 7 luglio 2000    | LINEAR          |
| 36337 -           | 2000 NK7                 | 4 luglio 2000    | Spacewatch      |
| 36338 -           | 2000 NN9                 | 7 luglio 2000    | LINEAR          |
| 36339 -           | 2000 NF10                | 7 luglio 2000    | P. Kušnirák     |
| 36340 Vaduvescu   | 2000 NT13                | 5 luglio 2000    | LONEOS          |
| 36341 -           | 2000 NS15                | 5 luglio 2000    | LONEOS          |
| 36342 -           | 2000 NX15                | 5 luglio 2000    | LONEOS          |
| 36343 -           | 2000 NZ15                | 5 luglio 2000    | LONEOS          |
| 36344 -           | 2000 NP19                | 5 luglio 2000    | LONEOS          |
| 36345 -           | 2000 NS19                | 5 luglio 2000    | LONEOS          |
| 36346 -           | 2000 NE20                | 6 luglio 2000    | Spacewatch      |
| 36347 -           | 2000 NT21                | 7 luglio 2000    | LINEAR          |
| 36348 -           | 2000 NS23                | 5 luglio 2000    | LONEOS          |
| 36349 -           | 2000 NZ23                | 5 luglio 2000    | Peak Spacewatch |
| 36350 -           | 2000 NP24                | 4 luglio 2000    | LONEOS          |
| 36351 -           | 2000 NW24                | 4 luglio 2000    | LONEOS          |
| 36352 Erickmeza   | 2000 NE25                | 4 luglio 2000    | LONEOS          |
| 36353 -           | 2000 NP26                | 4 luglio 2000    | LONEOS          |
| 36354 -           | 2000 NE27                | 4 luglio 2000    | LONEOS          |
| 36355 -           | 2000 NJ27                | 4 luglio 2000    | LONEOS          |
| 36356 -           | 2000 NY28                | 2 luglio 2000    | Spacewatch      |
| 36357 -           | 2000 OQ2                 | 28 luglio 2000   | Črni Vrh        |
| 36358 -           | 2000 OY2                 | 29 luglio 2000   | J. Broughton    |
| 36359 -           | 2000 OE3                 | 23 luglio 2000   | LINEAR          |
| 36360 -           | 2000 OH3                 | 23 luglio 2000   | LINEAR          |
| 36361 -           | 2000 OS4                 | 24 luglio 2000   | LINEAR          |
| 36362 -           | 2000 OV4                 | 24 luglio 2000   | LINEAR          |
| 36363 -           | 2000 OB5                 | 24 luglio 2000   | LINEAR          |
| 36364 -           | 2000 OT5                 | 24 luglio 2000   | LINEAR          |
| 36365 -           | 2000 OO9                 | 30 luglio 2000   | J. Broughton    |
| 36366 -           | 2000 OA10                | 23 luglio 2000   | LINEAR          |
| 36367 -           | 2000 OF12                | 23 luglio 2000   | LINEAR          |
| 36368 -           | 2000 OG12                | 23 luglio 2000   | LINEAR          |
| 36369 -           | 2000 OD13                | 23 luglio 2000   | LINEAR          |
| 36370 -           | 2000 OT14                | 23 luglio 2000   | LINEAR          |
| 36371 -           | 2000 OA16                | 23 luglio 2000   | LINEAR          |
| 36372 -           | 2000 OD16                | 23 luglio 2000   | LINEAR          |
| 36373 -           | 2000 OJ16                | 23 luglio 2000   | LINEAR          |
| 36374 -           | 2000 OO16                | 23 luglio 2000   | LINEAR          |
| 36375 -           | 2000 OT16                | 23 luglio 2000   | LINEAR          |
| 36376 -           | 2000 OH17                | 23 luglio 2000   | LINEAR          |
| 36377 -           | 2000 OL18                | 23 luglio 2000   | LINEAR          |
| 36378 -           | 2000 OL19                | 29 luglio 2000   | LINEAR          |
| 36379 -           | 2000 OA24                | 23 luglio 2000   | LINEAR          |
| 36380 -           | 2000 OL27                | 23 luglio 2000   | LINEAR          |
| 36381 -           | 2000 OW27                | 23 luglio 2000   | LINEAR          |
| 36382 -           | 2000 OC28                | 24 luglio 2000   | LINEAR          |
| 36383 -           | 2000 OW28                | 30 luglio 2000   | LINEAR          |
| 36384 -           | 2000 OJ31                | 30 luglio 2000   | LINEAR          |
| 36385 -           | 2000 OT31                | 30 luglio 2000   | LINEAR          |
| 36386 -           | 2000 OE32                | 30 luglio 2000   | LINEAR          |
| 36387 -           | 2000 OR32                | 30 luglio 2000   | LINEAR          |
| 36388 -           | 2000 OY32                | 30 luglio 2000   | LINEAR          |
| 36389 -           | 2000 OT33                | 30 luglio 2000   | LINEAR          |
| 36390 -           | 2000 OV39                | 30 luglio 2000   | LINEAR          |
| 36391 -           | 2000 OO40                | 30 luglio 2000   | LINEAR          |
| 36392 -           | 2000 OZ40                | 30 luglio 2000   | LINEAR          |
| 36393 -           | 2000 OM42                | 30 luglio 2000   | LINEAR          |
| 36394 -           | 2000 OP42                | 30 luglio 2000   | LINEAR          |
| 36395 -           | 2000 OS42                | 30 luglio 2000   | LINEAR          |
| 36396 -           | 2000 OE44                | 30 luglio 2000   | LINEAR          |
| 36397 -           | 2000 OL44                | 30 luglio 2000   | LINEAR          |
| 36398 -           | 2000 OQ45                | 30 luglio 2000   | LINEAR          |
| 36399 -           | 2000 OV46                | 31 luglio 2000   | LINEAR          |
| 36400 -           | 2000 OE47                | 31 luglio 2000   | LINEAR          |

## 36401-36500
| Nome                 | Designazione provvisoria | Data di scoperta | Scopritore             |
| -------------------- | ------------------------ | ---------------- | ---------------------- |
| 36401 -              | 2000 OK47                | 31 luglio 2000   | LINEAR                 |
| 36402 -              | 2000 OT47                | 31 luglio 2000   | LINEAR                 |
| 36403 -              | 2000 OW47                | 31 luglio 2000   | LINEAR                 |
| 36404 -              | 2000 OZ47                | 31 luglio 2000   | LINEAR                 |
| 36405 -              | 2000 OB48                | 31 luglio 2000   | LINEAR                 |
| 36406 -              | 2000 OQ48                | 31 luglio 2000   | LINEAR                 |
| 36407 -              | 2000 OZ48                | 31 luglio 2000   | LINEAR                 |
| 36408 -              | 2000 OB49                | 31 luglio 2000   | LINEAR                 |
| 36409 -              | 2000 OH49                | 31 luglio 2000   | LINEAR                 |
| 36410 -              | 2000 OL49                | 31 luglio 2000   | LINEAR                 |
| 36411 -              | 2000 OM49                | 31 luglio 2000   | LINEAR                 |
| 36412 -              | 2000 OP49                | 31 luglio 2000   | LINEAR                 |
| 36413 -              | 2000 OW49                | 31 luglio 2000   | LINEAR                 |
| 36414 -              | 2000 OE50                | 31 luglio 2000   | LINEAR                 |
| 36415 -              | 2000 OL50                | 31 luglio 2000   | LINEAR                 |
| 36416 -              | 2000 OO50                | 31 luglio 2000   | LINEAR                 |
| 36417 -              | 2000 OQ52                | 31 luglio 2000   | LINEAR                 |
| 36418 -              | 2000 OC57                | 29 luglio 2000   | LONEOS                 |
| 36419 -              | 2000 OF59                | 29 luglio 2000   | LONEOS                 |
| 36420 -              | 2000 OG60                | 29 luglio 2000   | LONEOS                 |
| 36421 -              | 2000 OM60                | 29 luglio 2000   | LONEOS                 |
| 36422 -              | 2000 OS67                | 23 luglio 2000   | LINEAR                 |
| 36423 -              | 2000 PJ2                 | 1 agosto 2000    | LINEAR                 |
| 36424 Satokokumasaki | 2000 PZ3                 | 3 agosto 2000    | BATTeRS                |
| 36425 -              | 2000 PM5                 | 5 agosto 2000    | P. G. Comba            |
| 36426 Kakuda         | 2000 PJ7                 | 5 agosto 2000    | BATTeRS                |
| 36427 -              | 2000 PR7                 | 2 agosto 2000    | LINEAR                 |
| 36428 -              | 2000 PV8                 | 9 agosto 2000    | J. Broughton           |
| 36429 -              | 2000 PX9                 | 1 agosto 2000    | LINEAR                 |
| 36430 -              | 2000 PN10                | 1 agosto 2000    | LINEAR                 |
| 36431 -              | 2000 PJ12                | 2 agosto 2000    | LINEAR                 |
| 36432 -              | 2000 PQ12                | 3 agosto 2000    | LINEAR                 |
| 36433 -              | 2000 PR17                | 1 agosto 2000    | LINEAR                 |
| 36434 -              | 2000 PA19                | 1 agosto 2000    | LINEAR                 |
| 36435 -              | 2000 PQ20                | 1 agosto 2000    | LINEAR                 |
| 36436 -              | 2000 PT22                | 2 agosto 2000    | LINEAR                 |
| 36437 -              | 2000 PW23                | 2 agosto 2000    | LINEAR                 |
| 36438 -              | 2000 PW24                | 3 agosto 2000    | LINEAR                 |
| 36439 -              | 2000 PT26                | 5 agosto 2000    | NEAT                   |
| 36440 -              | 2000 PD27                | 9 agosto 2000    | LINEAR                 |
| 36441 -              | 2000 PM28                | 4 agosto 2000    | NEAT                   |
| 36442 -              | 2000 PT28                | 2 agosto 2000    | LINEAR                 |
| 36443 -              | 2000 PA29                | 1 agosto 2000    | LINEAR                 |
| 36444 Clairblackburn | 2000 PA31                | 1 agosto 2000    | M. W. Buie             |
| 36445 Smalley        | 2000 QU                  | 23 agosto 2000   | L. Robinson            |
| 36446 Cinodapistoia  | 2000 QV                  | 22 agosto 2000   | L. Tesi, A. Boattini   |
| 36447 -              | 2000 QB1                 | 23 agosto 2000   | S. Sposetti            |
| 36448 -              | 2000 QE2                 | 24 agosto 2000   | LINEAR                 |
| 36449 -              | 2000 QA4                 | 24 agosto 2000   | LINEAR                 |
| 36450 -              | 2000 QL4                 | 24 agosto 2000   | LINEAR                 |
| 36451 -              | 2000 QQ4                 | 24 agosto 2000   | LINEAR                 |
| 36452 -              | 2000 QE5                 | 24 agosto 2000   | LINEAR                 |
| 36453 -              | 2000 QK5                 | 24 agosto 2000   | LINEAR                 |
| 36454 -              | 2000 QN5                 | 24 agosto 2000   | LINEAR                 |
| 36455 -              | 2000 QZ6                 | 24 agosto 2000   | LINEAR                 |
| 36456 -              | 2000 QC8                 | 25 agosto 2000   | K. Korlević, M. Jurić  |
| 36457 -              | 2000 QF8                 | 25 agosto 2000   | K. Korlević, M. Jurić  |
| 36458 -              | 2000 QO8                 | 25 agosto 2000   | K. Korlević, M. Jurić  |
| 36459 -              | 2000 QU8                 | 24 agosto 2000   | Črni Vrh               |
| 36460 -              | 2000 QA9                 | 25 agosto 2000   | Črni Vrh               |
| 36461 -              | 2000 QC9                 | 25 agosto 2000   | Črni Vrh               |
| 36462 -              | 2000 QV11                | 24 agosto 2000   | LINEAR                 |
| 36463 -              | 2000 QD14                | 24 agosto 2000   | LINEAR                 |
| 36464 -              | 2000 QT14                | 24 agosto 2000   | LINEAR                 |
| 36465 -              | 2000 QR19                | 24 agosto 2000   | LINEAR                 |
| 36466 -              | 2000 QR22                | 25 agosto 2000   | LINEAR                 |
| 36467 -              | 2000 QV22                | 25 agosto 2000   | LINEAR                 |
| 36468 -              | 2000 QA23                | 25 agosto 2000   | LINEAR                 |
| 36469 -              | 2000 QT23                | 25 agosto 2000   | LINEAR                 |
| 36470 -              | 2000 QV24                | 25 agosto 2000   | LINEAR                 |
| 36471 -              | 2000 QK26                | 27 agosto 2000   | P. Pravec, P. Kušnirák |
| 36472 Ebina          | 2000 QQ26                | 27 agosto 2000   | BATTeRS                |
| 36473 -              | 2000 QB27                | 24 agosto 2000   | LINEAR                 |
| 36474 -              | 2000 QN28                | 24 agosto 2000   | LINEAR                 |
| 36475 -              | 2000 QV28                | 24 agosto 2000   | LINEAR                 |
| 36476 -              | 2000 QY28                | 24 agosto 2000   | LINEAR                 |
| 36477 -              | 2000 QC29                | 24 agosto 2000   | LINEAR                 |
| 36478 -              | 2000 QQ29                | 24 agosto 2000   | LINEAR                 |
| 36479 -              | 2000 QX29                | 25 agosto 2000   | LINEAR                 |
| 36480 -              | 2000 QL30                | 25 agosto 2000   | LINEAR                 |
| 36481 -              | 2000 QU30                | 25 agosto 2000   | LINEAR                 |
| 36482 -              | 2000 QR31                | 26 agosto 2000   | LINEAR                 |
| 36483 -              | 2000 QM32                | 26 agosto 2000   | LINEAR                 |
| 36484 -              | 2000 QD37                | 24 agosto 2000   | LINEAR                 |
| 36485 -              | 2000 QP39                | 24 agosto 2000   | LINEAR                 |
| 36486 -              | 2000 QW40                | 24 agosto 2000   | LINEAR                 |
| 36487 -              | 2000 QJ42                | 24 agosto 2000   | LINEAR                 |
| 36488 -              | 2000 QW42                | 24 agosto 2000   | LINEAR                 |
| 36489 -              | 2000 QC45                | 24 agosto 2000   | LINEAR                 |
| 36490 -              | 2000 QJ45                | 24 agosto 2000   | LINEAR                 |
| 36491 -              | 2000 QS46                | 24 agosto 2000   | LINEAR                 |
| 36492 -              | 2000 QW46                | 24 agosto 2000   | LINEAR                 |
| 36493 -              | 2000 QL47                | 24 agosto 2000   | LINEAR                 |
| 36494 -              | 2000 QM47                | 24 agosto 2000   | LINEAR                 |
| 36495 -              | 2000 QR48                | 24 agosto 2000   | LINEAR                 |
| 36496 -              | 2000 QK49                | 24 agosto 2000   | LINEAR                 |
| 36497 -              | 2000 QN49                | 24 agosto 2000   | LINEAR                 |
| 36498 -              | 2000 QW53                | 25 agosto 2000   | LINEAR                 |
| 36499 -              | 2000 QV55                | 25 agosto 2000   | LINEAR                 |
| 36500 -              | 2000 QZ55                | 25 agosto 2000   | LINEAR                 |

## 36501-36600
| Nome    | Designazione provvisoria | Data di scoperta | Scopritore  |
| ------- | ------------------------ | ---------------- | ----------- |
| 36501 - | 2000 QB57                | 26 agosto 2000   | LINEAR      |
| 36502 - | 2000 QM57                | 26 agosto 2000   | LINEAR      |
| 36503 - | 2000 QV60                | 26 agosto 2000   | LINEAR      |
| 36504 - | 2000 QE61                | 26 agosto 2000   | LINEAR      |
| 36505 - | 2000 QQ64                | 28 agosto 2000   | LINEAR      |
| 36506 - | 2000 QS65                | 28 agosto 2000   | LINEAR      |
| 36507 - | 2000 QW66                | 28 agosto 2000   | LINEAR      |
| 36508 - | 2000 QP68                | 27 agosto 2000   | K. Korlević |
| 36509 - | 2000 QD69                | 24 agosto 2000   | LINEAR      |
| 36510 - | 2000 QM71                | 24 agosto 2000   | LINEAR      |
| 36511 - | 2000 QL72                | 24 agosto 2000   | LINEAR      |
| 36512 - | 2000 QS72                | 24 agosto 2000   | LINEAR      |
| 36513 - | 2000 QG73                | 24 agosto 2000   | LINEAR      |
| 36514 - | 2000 QA74                | 24 agosto 2000   | LINEAR      |
| 36515 - | 2000 QJ74                | 24 agosto 2000   | LINEAR      |
| 36516 - | 2000 QV74                | 24 agosto 2000   | LINEAR      |
| 36517 - | 2000 QZ74                | 24 agosto 2000   | LINEAR      |
| 36518 - | 2000 QC77                | 24 agosto 2000   | LINEAR      |
| 36519 - | 2000 QU78                | 24 agosto 2000   | LINEAR      |
| 36520 - | 2000 QV78                | 24 agosto 2000   | LINEAR      |
| 36521 - | 2000 QR79                | 24 agosto 2000   | LINEAR      |
| 36522 - | 2000 QZ79                | 24 agosto 2000   | LINEAR      |
| 36523 - | 2000 QO80                | 24 agosto 2000   | LINEAR      |
| 36524 - | 2000 QS80                | 24 agosto 2000   | LINEAR      |
| 36525 - | 2000 QV80                | 24 agosto 2000   | LINEAR      |
| 36526 - | 2000 QD81                | 24 agosto 2000   | LINEAR      |
| 36527 - | 2000 QX81                | 24 agosto 2000   | LINEAR      |
| 36528 - | 2000 QU82                | 24 agosto 2000   | LINEAR      |
| 36529 - | 2000 QZ82                | 24 agosto 2000   | LINEAR      |
| 36530 - | 2000 QA83                | 24 agosto 2000   | LINEAR      |
| 36531 - | 2000 QF84                | 24 agosto 2000   | LINEAR      |
| 36532 - | 2000 QC87                | 25 agosto 2000   | LINEAR      |
| 36533 - | 2000 QF87                | 25 agosto 2000   | LINEAR      |
| 36534 - | 2000 QV87                | 25 agosto 2000   | LINEAR      |
| 36535 - | 2000 QS88                | 25 agosto 2000   | LINEAR      |
| 36536 - | 2000 QO89                | 25 agosto 2000   | LINEAR      |
| 36537 - | 2000 QW89                | 25 agosto 2000   | LINEAR      |
| 36538 - | 2000 QD91                | 25 agosto 2000   | LINEAR      |
| 36539 - | 2000 QZ92                | 25 agosto 2000   | LINEAR      |
| 36540 - | 2000 QB93                | 25 agosto 2000   | LINEAR      |
| 36541 - | 2000 QJ95                | 26 agosto 2000   | LINEAR      |
| 36542 - | 2000 QZ97                | 28 agosto 2000   | LINEAR      |
| 36543 - | 2000 QD98                | 28 agosto 2000   | LINEAR      |
| 36544 - | 2000 QK98                | 28 agosto 2000   | LINEAR      |
| 36545 - | 2000 QM98                | 28 agosto 2000   | LINEAR      |
| 36546 - | 2000 QN98                | 28 agosto 2000   | LINEAR      |
| 36547 - | 2000 QV98                | 28 agosto 2000   | LINEAR      |
| 36548 - | 2000 QN99                | 28 agosto 2000   | LINEAR      |
| 36549 - | 2000 QP99                | 28 agosto 2000   | LINEAR      |
| 36550 - | 2000 QM101               | 28 agosto 2000   | LINEAR      |
| 36551 - | 2000 QR101               | 28 agosto 2000   | LINEAR      |
| 36552 - | 2000 QH102               | 28 agosto 2000   | LINEAR      |
| 36553 - | 2000 QL102               | 28 agosto 2000   | LINEAR      |
| 36554 - | 2000 QD103               | 28 agosto 2000   | LINEAR      |
| 36555 - | 2000 QH103               | 28 agosto 2000   | LINEAR      |
| 36556 - | 2000 QW104               | 28 agosto 2000   | LINEAR      |
| 36557 - | 2000 QC105               | 28 agosto 2000   | LINEAR      |
| 36558 - | 2000 QP105               | 28 agosto 2000   | LINEAR      |
| 36559 - | 2000 QB106               | 28 agosto 2000   | LINEAR      |
| 36560 - | 2000 QP107               | 29 agosto 2000   | LINEAR      |
| 36561 - | 2000 QJ109               | 29 agosto 2000   | LINEAR      |
| 36562 - | 2000 QV109               | 26 agosto 2000   | W. Bickel   |
| 36563 - | 2000 QW112               | 24 agosto 2000   | LINEAR      |
| 36564 - | 2000 QD116               | 28 agosto 2000   | LINEAR      |
| 36565 - | 2000 QG118               | 25 agosto 2000   | LINEAR      |
| 36566 - | 2000 QK119               | 25 agosto 2000   | LINEAR      |
| 36567 - | 2000 QF120               | 25 agosto 2000   | LINEAR      |
| 36568 - | 2000 QO120               | 25 agosto 2000   | LINEAR      |
| 36569 - | 2000 QB121               | 25 agosto 2000   | LINEAR      |
| 36570 - | 2000 QC121               | 25 agosto 2000   | LINEAR      |
| 36571 - | 2000 QQ121               | 25 agosto 2000   | LINEAR      |
| 36572 - | 2000 QR121               | 25 agosto 2000   | LINEAR      |
| 36573 - | 2000 QJ122               | 25 agosto 2000   | LINEAR      |
| 36574 - | 2000 QA123               | 25 agosto 2000   | LINEAR      |
| 36575 - | 2000 QH123               | 25 agosto 2000   | LINEAR      |
| 36576 - | 2000 QN123               | 25 agosto 2000   | LINEAR      |
| 36577 - | 2000 QX123               | 25 agosto 2000   | LINEAR      |
| 36578 - | 2000 QQ124               | 29 agosto 2000   | LINEAR      |
| 36579 - | 2000 QT124               | 29 agosto 2000   | LINEAR      |
| 36580 - | 2000 QZ124               | 29 agosto 2000   | LINEAR      |
| 36581 - | 2000 QB125               | 29 agosto 2000   | LINEAR      |
| 36582 - | 2000 QM126               | 31 agosto 2000   | LINEAR      |
| 36583 - | 2000 QP126               | 31 agosto 2000   | LINEAR      |
| 36584 - | 2000 QE127               | 24 agosto 2000   | LINEAR      |
| 36585 - | 2000 QJ127               | 24 agosto 2000   | LINEAR      |
| 36586 - | 2000 QZ127               | 24 agosto 2000   | LINEAR      |
| 36587 - | 2000 QM128               | 24 agosto 2000   | LINEAR      |
| 36588 - | 2000 QA129               | 26 agosto 2000   | LINEAR      |
| 36589 - | 2000 QS129               | 30 agosto 2000   | K. Korlević |
| 36590 - | 2000 QG132               | 26 agosto 2000   | LINEAR      |
| 36591 - | 2000 QJ132               | 26 agosto 2000   | LINEAR      |
| 36592 - | 2000 QN132               | 26 agosto 2000   | LINEAR      |
| 36593 - | 2000 QR133               | 26 agosto 2000   | LINEAR      |
| 36594 - | 2000 QS133               | 26 agosto 2000   | LINEAR      |
| 36595 - | 2000 QD134               | 26 agosto 2000   | LINEAR      |
| 36596 - | 2000 QH134               | 26 agosto 2000   | LINEAR      |
| 36597 - | 2000 QB136               | 28 agosto 2000   | LINEAR      |
| 36598 - | 2000 QX137               | 31 agosto 2000   | LINEAR      |
| 36599 - | 2000 QB138               | 31 agosto 2000   | LINEAR      |
| 36600 - | 2000 QP138               | 31 agosto 2000   | LINEAR      |

## 36601-36700
| Nome         | Designazione provvisoria | Data di scoperta | Scopritore   |
| ------------ | ------------------------ | ---------------- | ------------ |
| 36601 -      | 2000 QS138               | 31 agosto 2000   | LINEAR       |
| 36602 -      | 2000 QS139               | 31 agosto 2000   | LINEAR       |
| 36603 -      | 2000 QY141               | 31 agosto 2000   | LINEAR       |
| 36604 -      | 2000 QP142               | 31 agosto 2000   | LINEAR       |
| 36605 -      | 2000 QT142               | 31 agosto 2000   | LINEAR       |
| 36606 -      | 2000 QL143               | 31 agosto 2000   | LINEAR       |
| 36607 -      | 2000 QS143               | 31 agosto 2000   | LINEAR       |
| 36608 -      | 2000 QY143               | 31 agosto 2000   | LINEAR       |
| 36609 -      | 2000 QD144               | 31 agosto 2000   | LINEAR       |
| 36610 -      | 2000 QR144               | 31 agosto 2000   | LINEAR       |
| 36611 -      | 2000 QF145               | 31 agosto 2000   | LINEAR       |
| 36612 -      | 2000 QQ145               | 31 agosto 2000   | LINEAR       |
| 36613 -      | 2000 QW145               | 31 agosto 2000   | LINEAR       |
| 36614 Saltis | 2000 QU148               | 27 agosto 2000   | A. Brandeker |
| 36615 -      | 2000 QL149               | 24 agosto 2000   | LINEAR       |
| 36616 -      | 2000 QZ149               | 25 agosto 2000   | LINEAR       |
| 36617 -      | 2000 QJ150               | 25 agosto 2000   | LINEAR       |
| 36618 -      | 2000 QB151               | 25 agosto 2000   | LINEAR       |
| 36619 -      | 2000 QE151               | 25 agosto 2000   | LINEAR       |
| 36620 -      | 2000 QM151               | 25 agosto 2000   | LINEAR       |
| 36621 -      | 2000 QN151               | 25 agosto 2000   | LINEAR       |
| 36622 -      | 2000 QE152               | 28 agosto 2000   | LINEAR       |
| 36623 -      | 2000 QS155               | 31 agosto 2000   | LINEAR       |
| 36624 -      | 2000 QA157               | 31 agosto 2000   | LINEAR       |
| 36625 -      | 2000 QT158               | 31 agosto 2000   | LINEAR       |
| 36626 -      | 2000 QN160               | 31 agosto 2000   | LINEAR       |
| 36627 -      | 2000 QM165               | 31 agosto 2000   | LINEAR       |
| 36628 -      | 2000 QV165               | 31 agosto 2000   | LINEAR       |
| 36629 -      | 2000 QJ168               | 31 agosto 2000   | LINEAR       |
| 36630 -      | 2000 QU170               | 31 agosto 2000   | LINEAR       |
| 36631 -      | 2000 QZ170               | 31 agosto 2000   | LINEAR       |
| 36632 -      | 2000 QB171               | 31 agosto 2000   | LINEAR       |
| 36633 -      | 2000 QG171               | 31 agosto 2000   | LINEAR       |
| 36634 -      | 2000 QP173               | 31 agosto 2000   | LINEAR       |
| 36635 -      | 2000 QX173               | 31 agosto 2000   | LINEAR       |
| 36636 -      | 2000 QP176               | 31 agosto 2000   | LINEAR       |
| 36637 -      | 2000 QB179               | 31 agosto 2000   | LINEAR       |
| 36638 -      | 2000 QO179               | 31 agosto 2000   | LINEAR       |
| 36639 -      | 2000 QC183               | 31 agosto 2000   | LINEAR       |
| 36640 -      | 2000 QR184               | 26 agosto 2000   | LINEAR       |
| 36641 -      | 2000 QY185               | 26 agosto 2000   | LINEAR       |
| 36642 -      | 2000 QU186               | 26 agosto 2000   | LINEAR       |
| 36643 -      | 2000 QW188               | 26 agosto 2000   | LINEAR       |
| 36644 -      | 2000 QR189               | 26 agosto 2000   | LINEAR       |
| 36645 -      | 2000 QV189               | 26 agosto 2000   | LINEAR       |
| 36646 -      | 2000 QZ191               | 26 agosto 2000   | LINEAR       |
| 36647 -      | 2000 QD192               | 26 agosto 2000   | LINEAR       |
| 36648 -      | 2000 QM195               | 26 agosto 2000   | LINEAR       |
| 36649 -      | 2000 QR195               | 26 agosto 2000   | LINEAR       |
| 36650 -      | 2000 QJ198               | 29 agosto 2000   | LINEAR       |
| 36651 -      | 2000 QR198               | 29 agosto 2000   | LINEAR       |
| 36652 -      | 2000 QY198               | 29 agosto 2000   | LINEAR       |
| 36653 -      | 2000 QF200               | 29 agosto 2000   | LINEAR       |
| 36654 -      | 2000 QD202               | 29 agosto 2000   | LINEAR       |
| 36655 -      | 2000 QL202               | 29 agosto 2000   | LINEAR       |
| 36656 -      | 2000 QS202               | 29 agosto 2000   | LINEAR       |
| 36657 -      | 2000 QY202               | 29 agosto 2000   | LINEAR       |
| 36658 -      | 2000 QG204               | 29 agosto 2000   | LINEAR       |
| 36659 -      | 2000 QB205               | 31 agosto 2000   | LINEAR       |
| 36660 -      | 2000 QF206               | 31 agosto 2000   | LINEAR       |
| 36661 -      | 2000 QB208               | 31 agosto 2000   | LINEAR       |
| 36662 -      | 2000 QT208               | 31 agosto 2000   | LINEAR       |
| 36663 -      | 2000 QY210               | 31 agosto 2000   | LINEAR       |
| 36664 -      | 2000 QN211               | 31 agosto 2000   | LINEAR       |
| 36665 -      | 2000 QO211               | 31 agosto 2000   | LINEAR       |
| 36666 -      | 2000 QA212               | 31 agosto 2000   | LINEAR       |
| 36667 -      | 2000 QX212               | 31 agosto 2000   | LINEAR       |
| 36668 -      | 2000 QC216               | 31 agosto 2000   | LINEAR       |
| 36669 -      | 2000 QH217               | 31 agosto 2000   | LINEAR       |
| 36670 -      | 2000 QM217               | 31 agosto 2000   | LINEAR       |
| 36671 -      | 2000 QR217               | 31 agosto 2000   | LINEAR       |
| 36672 Sidi   | 2000 QR220               | 21 agosto 2000   | LONEOS       |
| 36673 -      | 2000 QG221               | 21 agosto 2000   | LONEOS       |
| 36674 -      | 2000 QA222               | 21 agosto 2000   | LONEOS       |
| 36675 -      | 2000 QE222               | 21 agosto 2000   | LONEOS       |
| 36676 -      | 2000 QG222               | 21 agosto 2000   | LONEOS       |
| 36677 -      | 2000 QO224               | 26 agosto 2000   | Spacewatch   |
| 36678 -      | 2000 QJ228               | 31 agosto 2000   | LINEAR       |
| 36679 -      | 2000 QH231               | 29 agosto 2000   | LINEAR       |
| 36680 -      | 2000 RK1                 | 1 settembre 2000 | LINEAR       |
| 36681 -      | 2000 RQ1                 | 1 settembre 2000 | LINEAR       |
| 36682 -      | 2000 RZ1                 | 1 settembre 2000 | LINEAR       |
| 36683 -      | 2000 RG2                 | 1 settembre 2000 | LINEAR       |
| 36684 -      | 2000 RJ2                 | 1 settembre 2000 | LINEAR       |
| 36685 -      | 2000 RC3                 | 1 settembre 2000 | LINEAR       |
| 36686 -      | 2000 RH4                 | 1 settembre 2000 | LINEAR       |
| 36687 -      | 2000 RR4                 | 1 settembre 2000 | LINEAR       |
| 36688 -      | 2000 RU4                 | 1 settembre 2000 | LINEAR       |
| 36689 -      | 2000 RM5                 | 1 settembre 2000 | LINEAR       |
| 36690 -      | 2000 RD7                 | 1 settembre 2000 | LINEAR       |
| 36691 -      | 2000 RH7                 | 1 settembre 2000 | LINEAR       |
| 36692 -      | 2000 RH10                | 1 settembre 2000 | LINEAR       |
| 36693 -      | 2000 RT14                | 1 settembre 2000 | LINEAR       |
| 36694 -      | 2000 RT15                | 1 settembre 2000 | LINEAR       |
| 36695 -      | 2000 RB16                | 1 settembre 2000 | LINEAR       |
| 36696 -      | 2000 RX16                | 1 settembre 2000 | LINEAR       |
| 36697 -      | 2000 RC17                | 1 settembre 2000 | LINEAR       |
| 36698 -      | 2000 RN17                | 1 settembre 2000 | LINEAR       |
| 36699 -      | 2000 RQ17                | 1 settembre 2000 | LINEAR       |
| 36700 -      | 2000 RT17                | 1 settembre 2000 | LINEAR       |

## 36701-36800
| Nome                   | Designazione provvisoria | Data di scoperta  | Scopritore                  |
| ---------------------- | ------------------------ | ----------------- | --------------------------- |
| 36701 -                | 2000 RY17                | 1 settembre 2000  | LINEAR                      |
| 36702 -                | 2000 RC18                | 1 settembre 2000  | LINEAR                      |
| 36703 -                | 2000 RO23                | 1 settembre 2000  | LINEAR                      |
| 36704 -                | 2000 RQ23                | 1 settembre 2000  | LINEAR                      |
| 36705 -                | 2000 RE25                | 1 settembre 2000  | LINEAR                      |
| 36706 -                | 2000 RK29                | 1 settembre 2000  | LINEAR                      |
| 36707 -                | 2000 RP29                | 1 settembre 2000  | LINEAR                      |
| 36708 -                | 2000 RG30                | 1 settembre 2000  | LINEAR                      |
| 36709 -                | 2000 RO30                | 1 settembre 2000  | LINEAR                      |
| 36710 -                | 2000 RR31                | 1 settembre 2000  | LINEAR                      |
| 36711 -                | 2000 RF33                | 1 settembre 2000  | LINEAR                      |
| 36712 -                | 2000 RS33                | 1 settembre 2000  | LINEAR                      |
| 36713 -                | 2000 RV33                | 1 settembre 2000  | LINEAR                      |
| 36714 -                | 2000 RK35                | 1 settembre 2000  | LINEAR                      |
| 36715 -                | 2000 RG39                | 6 settembre 2000  | A. J. Cecce                 |
| 36716 -                | 2000 RU39                | 2 settembre 2000  | LINEAR                      |
| 36717 -                | 2000 RY40                | 3 settembre 2000  | LINEAR                      |
| 36718 -                | 2000 RK41                | 3 settembre 2000  | LINEAR                      |
| 36719 -                | 2000 RC42                | 3 settembre 2000  | LINEAR                      |
| 36720 -                | 2000 RE42                | 3 settembre 2000  | LINEAR                      |
| 36721 -                | 2000 RK42                | 3 settembre 2000  | LINEAR                      |
| 36722 -                | 2000 RZ42                | 3 settembre 2000  | LINEAR                      |
| 36723 -                | 2000 RE43                | 3 settembre 2000  | LINEAR                      |
| 36724 -                | 2000 RS43                | 3 settembre 2000  | LINEAR                      |
| 36725 -                | 2000 RB45                | 3 settembre 2000  | LINEAR                      |
| 36726 -                | 2000 RS46                | 3 settembre 2000  | LINEAR                      |
| 36727 -                | 2000 RV46                | 3 settembre 2000  | LINEAR                      |
| 36728 -                | 2000 RD47                | 3 settembre 2000  | LINEAR                      |
| 36729 -                | 2000 RV47                | 3 settembre 2000  | LINEAR                      |
| 36730 -                | 2000 RV48                | 3 settembre 2000  | LINEAR                      |
| 36731 -                | 2000 RR50                | 5 settembre 2000  | LINEAR                      |
| 36732 -                | 2000 RS50                | 5 settembre 2000  | LINEAR                      |
| 36733 -                | 2000 RY51                | 5 settembre 2000  | LINEAR                      |
| 36734 -                | 2000 RZ54                | 3 settembre 2000  | LINEAR                      |
| 36735 -                | 2000 RF55                | 3 settembre 2000  | LINEAR                      |
| 36736 -                | 2000 RX58                | 7 settembre 2000  | Spacewatch                  |
| 36737 -                | 2000 RP60                | 3 settembre 2000  | LINEAR                      |
| 36738 -                | 2000 RC61                | 1 settembre 2000  | LINEAR                      |
| 36739 -                | 2000 RG61                | 1 settembre 2000  | LINEAR                      |
| 36740 -                | 2000 RQ61                | 1 settembre 2000  | LINEAR                      |
| 36741 -                | 2000 RL62                | 1 settembre 2000  | LINEAR                      |
| 36742 -                | 2000 RM62                | 1 settembre 2000  | LINEAR                      |
| 36743 -                | 2000 RO62                | 1 settembre 2000  | LINEAR                      |
| 36744 -                | 2000 RB63                | 2 settembre 2000  | LINEAR                      |
| 36745 -                | 2000 RC64                | 3 settembre 2000  | LINEAR                      |
| 36746 -                | 2000 RX64                | 1 settembre 2000  | LINEAR                      |
| 36747 -                | 2000 RK65                | 1 settembre 2000  | LINEAR                      |
| 36748 -                | 2000 RR65                | 1 settembre 2000  | LINEAR                      |
| 36749 -                | 2000 RW65                | 1 settembre 2000  | LINEAR                      |
| 36750 -                | 2000 RR68                | 2 settembre 2000  | LINEAR                      |
| 36751 -                | 2000 RE69                | 2 settembre 2000  | LINEAR                      |
| 36752 -                | 2000 RZ69                | 2 settembre 2000  | LINEAR                      |
| 36753 -                | 2000 RH70                | 2 settembre 2000  | LINEAR                      |
| 36754 -                | 2000 RL70                | 2 settembre 2000  | LINEAR                      |
| 36755 -                | 2000 RT70                | 2 settembre 2000  | LINEAR                      |
| 36756 -                | 2000 RG71                | 2 settembre 2000  | LINEAR                      |
| 36757 -                | 2000 RY71                | 2 settembre 2000  | LINEAR                      |
| 36758 -                | 2000 RG73                | 2 settembre 2000  | LINEAR                      |
| 36759 -                | 2000 RO75                | 3 settembre 2000  | LINEAR                      |
| 36760 -                | 2000 RS76                | 4 settembre 2000  | LINEAR                      |
| 36761 -                | 2000 RW76                | 4 settembre 2000  | LINEAR                      |
| 36762 -                | 2000 RU78                | 10 settembre 2000 | K. Korlević                 |
| 36763 -                | 2000 RJ82                | 1 settembre 2000  | LINEAR                      |
| 36764 -                | 2000 RH83                | 1 settembre 2000  | LINEAR                      |
| 36765 -                | 2000 RE86                | 2 settembre 2000  | LINEAR                      |
| 36766 -                | 2000 RN91                | 3 settembre 2000  | LINEAR                      |
| 36767 -                | 2000 RG92                | 3 settembre 2000  | LINEAR                      |
| 36768 -                | 2000 RA93                | 3 settembre 2000  | LINEAR                      |
| 36769 -                | 2000 RT94                | 4 settembre 2000  | LONEOS                      |
| 36770 -                | 2000 RU94                | 4 settembre 2000  | LONEOS                      |
| 36771 -                | 2000 RD97                | 5 settembre 2000  | LONEOS                      |
| 36772 -                | 2000 RF99                | 5 settembre 2000  | LONEOS                      |
| 36773 Tuttlekeane      | 2000 RQ99                | 5 settembre 2000  | LONEOS                      |
| 36774 Kuittinen        | 2000 RK101               | 5 settembre 2000  | LONEOS                      |
| 36775 -                | 2000 RQ101               | 5 settembre 2000  | LONEOS                      |
| 36776 -                | 2000 RV102               | 5 settembre 2000  | LONEOS                      |
| 36777 -                | 2000 RP104               | 6 settembre 2000  | LINEAR                      |
| 36778 -                | 2000 SU1                 | 19 settembre 2000 | Uppsala-DLR Asteroid Survey |
| 36779 -                | 2000 SW1                 | 20 settembre 2000 | LINEAR                      |
| 36780 -                | 2000 SL2                 | 20 settembre 2000 | LINEAR                      |
| 36781 -                | 2000 SM2                 | 30 settembre 2000 | LINEAR                      |
| 36782 Okauchitakashige | 2000 SR4                 | 20 settembre 2000 | BATTeRS                     |
| 36783 Kagamino         | 2000 SD7                 | 23 settembre 2000 | BATTeRS                     |
| 36784 -                | 2000 SU11                | 20 settembre 2000 | LINEAR                      |
| 36785 -                | 2000 SN12                | 20 settembre 2000 | LINEAR                      |
| 36786 -                | 2000 SN14                | 23 settembre 2000 | LINEAR                      |
| 36787 -                | 2000 ST16                | 23 settembre 2000 | LINEAR                      |
| 36788 -                | 2000 SK18                | 23 settembre 2000 | LINEAR                      |
| 36789 -                | 2000 SR19                | 23 settembre 2000 | LINEAR                      |
| 36790 -                | 2000 SJ20                | 23 settembre 2000 | LINEAR                      |
| 36791 -                | 2000 SQ22                | 20 settembre 2000 | NEAT                        |
| 36792 -                | 2000 SC23                | 25 settembre 2000 | K. Korlević                 |
| 36793 -                | 2000 SZ29                | 24 settembre 2000 | LINEAR                      |
| 36794 -                | 2000 SA32                | 24 settembre 2000 | LINEAR                      |
| 36795 -                | 2000 SM37                | 24 settembre 2000 | LINEAR                      |
| 36796 -                | 2000 SU41                | 24 settembre 2000 | LINEAR                      |
| 36797 -                | 2000 SK42                | 25 settembre 2000 | K. Korlević                 |
| 36798 -                | 2000 SA43                | 25 settembre 2000 | Črni Vrh                    |
| 36799 -                | 2000 SG43                | 26 settembre 2000 | Črni Vrh                    |
| 36800 Katarinawitt     | 2000 SF45                | 28 settembre 2000 | J. Kandler                  |

## 36801-36900
| Nome          | Designazione provvisoria | Data di scoperta  | Scopritore             |
| ------------- | ------------------------ | ----------------- | ---------------------- |
| 36801 -       | 2000 SZ49                | 23 settembre 2000 | LINEAR                 |
| 36802 -       | 2000 SJ54                | 24 settembre 2000 | LINEAR                 |
| 36803 -       | 2000 ST54                | 24 settembre 2000 | LINEAR                 |
| 36804 -       | 2000 SX61                | 24 settembre 2000 | LINEAR                 |
| 36805 -       | 2000 SW62                | 24 settembre 2000 | LINEAR                 |
| 36806 -       | 2000 SD63                | 24 settembre 2000 | LINEAR                 |
| 36807 -       | 2000 SM67                | 24 settembre 2000 | LINEAR                 |
| 36808 -       | 2000 SA68                | 24 settembre 2000 | LINEAR                 |
| 36809 -       | 2000 SZ68                | 24 settembre 2000 | LINEAR                 |
| 36810 -       | 2000 SN69                | 24 settembre 2000 | LINEAR                 |
| 36811 -       | 2000 SA70                | 24 settembre 2000 | LINEAR                 |
| 36812 -       | 2000 SN70                | 24 settembre 2000 | LINEAR                 |
| 36813 -       | 2000 SS70                | 24 settembre 2000 | LINEAR                 |
| 36814 -       | 2000 SX71                | 24 settembre 2000 | LINEAR                 |
| 36815 -       | 2000 SX74                | 24 settembre 2000 | LINEAR                 |
| 36816 -       | 2000 SD75                | 24 settembre 2000 | LINEAR                 |
| 36817 -       | 2000 SL76                | 24 settembre 2000 | LINEAR                 |
| 36818 -       | 2000 SG79                | 24 settembre 2000 | LINEAR                 |
| 36819 -       | 2000 SO80                | 24 settembre 2000 | LINEAR                 |
| 36820 -       | 2000 SK82                | 24 settembre 2000 | LINEAR                 |
| 36821 -       | 2000 SY84                | 24 settembre 2000 | LINEAR                 |
| 36822 -       | 2000 SH86                | 24 settembre 2000 | LINEAR                 |
| 36823 -       | 2000 SM86                | 24 settembre 2000 | LINEAR                 |
| 36824 -       | 2000 SQ86                | 24 settembre 2000 | LINEAR                 |
| 36825 -       | 2000 SL87                | 24 settembre 2000 | LINEAR                 |
| 36826 -       | 2000 SS88                | 24 settembre 2000 | LINEAR                 |
| 36827 -       | 2000 SP89                | 22 settembre 2000 | A. J. Cecce            |
| 36828 -       | 2000 ST94                | 23 settembre 2000 | LINEAR                 |
| 36829 -       | 2000 SQ99                | 23 settembre 2000 | LINEAR                 |
| 36830 -       | 2000 SW100               | 23 settembre 2000 | LINEAR                 |
| 36831 -       | 2000 SD101               | 23 settembre 2000 | LINEAR                 |
| 36832 -       | 2000 SA102               | 24 settembre 2000 | LINEAR                 |
| 36833 -       | 2000 SY103               | 24 settembre 2000 | LINEAR                 |
| 36834 -       | 2000 SA106               | 24 settembre 2000 | LINEAR                 |
| 36835 -       | 2000 SF109               | 24 settembre 2000 | LINEAR                 |
| 36836 -       | 2000 SN109               | 24 settembre 2000 | LINEAR                 |
| 36837 -       | 2000 SD110               | 24 settembre 2000 | LINEAR                 |
| 36838 -       | 2000 SK110               | 24 settembre 2000 | LINEAR                 |
| 36839 -       | 2000 SV110               | 24 settembre 2000 | LINEAR                 |
| 36840 -       | 2000 SH112               | 24 settembre 2000 | LINEAR                 |
| 36841 -       | 2000 SM113               | 24 settembre 2000 | LINEAR                 |
| 36842 -       | 2000 SJ114               | 24 settembre 2000 | LINEAR                 |
| 36843 -       | 2000 SW116               | 24 settembre 2000 | LINEAR                 |
| 36844 -       | 2000 SG117               | 24 settembre 2000 | LINEAR                 |
| 36845 -       | 2000 SX119               | 24 settembre 2000 | LINEAR                 |
| 36846 -       | 2000 SC121               | 24 settembre 2000 | LINEAR                 |
| 36847 -       | 2000 SD121               | 24 settembre 2000 | LINEAR                 |
| 36848 -       | 2000 SV121               | 24 settembre 2000 | LINEAR                 |
| 36849 -       | 2000 SL122               | 24 settembre 2000 | LINEAR                 |
| 36850 -       | 2000 SZ122               | 24 settembre 2000 | LINEAR                 |
| 36851 -       | 2000 SS123               | 24 settembre 2000 | LINEAR                 |
| 36852 -       | 2000 SA124               | 24 settembre 2000 | LINEAR                 |
| 36853 -       | 2000 SU124               | 24 settembre 2000 | LINEAR                 |
| 36854 -       | 2000 SA125               | 24 settembre 2000 | LINEAR                 |
| 36855 -       | 2000 SB125               | 24 settembre 2000 | LINEAR                 |
| 36856 -       | 2000 SP125               | 24 settembre 2000 | LINEAR                 |
| 36857 -       | 2000 SL126               | 24 settembre 2000 | LINEAR                 |
| 36858 -       | 2000 SO127               | 24 settembre 2000 | LINEAR                 |
| 36859 -       | 2000 SC136               | 23 settembre 2000 | LINEAR                 |
| 36860 -       | 2000 SP136               | 23 settembre 2000 | LINEAR                 |
| 36861 -       | 2000 SG137               | 23 settembre 2000 | LINEAR                 |
| 36862 -       | 2000 SH140               | 23 settembre 2000 | LINEAR                 |
| 36863 -       | 2000 SW142               | 23 settembre 2000 | LINEAR                 |
| 36864 -       | 2000 SO144               | 24 settembre 2000 | LINEAR                 |
| 36865 -       | 2000 SQ146               | 24 settembre 2000 | LINEAR                 |
| 36866 -       | 2000 SG147               | 24 settembre 2000 | LINEAR                 |
| 36867 -       | 2000 SA149               | 24 settembre 2000 | LINEAR                 |
| 36868 -       | 2000 SP150               | 24 settembre 2000 | LINEAR                 |
| 36869 -       | 2000 ST150               | 24 settembre 2000 | LINEAR                 |
| 36870 -       | 2000 SU150               | 24 settembre 2000 | LINEAR                 |
| 36871 -       | 2000 SV150               | 24 settembre 2000 | LINEAR                 |
| 36872 -       | 2000 SB151               | 24 settembre 2000 | LINEAR                 |
| 36873 -       | 2000 SD151               | 24 settembre 2000 | LINEAR                 |
| 36874 -       | 2000 SF151               | 24 settembre 2000 | LINEAR                 |
| 36875 -       | 2000 SS151               | 24 settembre 2000 | LINEAR                 |
| 36876 -       | 2000 SS152               | 24 settembre 2000 | LINEAR                 |
| 36877 -       | 2000 SX152               | 24 settembre 2000 | LINEAR                 |
| 36878 -       | 2000 SV153               | 24 settembre 2000 | LINEAR                 |
| 36879 -       | 2000 SM154               | 24 settembre 2000 | LINEAR                 |
| 36880 -       | 2000 SP154               | 24 settembre 2000 | LINEAR                 |
| 36881 -       | 2000 SX154               | 24 settembre 2000 | LINEAR                 |
| 36882 -       | 2000 SW155               | 24 settembre 2000 | LINEAR                 |
| 36883 -       | 2000 SN156               | 24 settembre 2000 | LINEAR                 |
| 36884 -       | 2000 SN158               | 27 settembre 2000 | LINEAR                 |
| 36885 -       | 2000 SO159               | 27 settembre 2000 | Spacewatch             |
| 36886 -       | 2000 SV161               | 20 settembre 2000 | NEAT                   |
| 36887 -       | 2000 SA162               | 20 settembre 2000 | NEAT                   |
| 36888 Škrabal | 2000 SE163               | 29 settembre 2000 | P. Kušnirák, P. Pravec |
| 36889 -       | 2000 SW166               | 23 settembre 2000 | LINEAR                 |
| 36890 -       | 2000 SO167               | 23 settembre 2000 | LINEAR                 |
| 36891 -       | 2000 SJ168               | 23 settembre 2000 | LINEAR                 |
| 36892 -       | 2000 SB169               | 23 settembre 2000 | LINEAR                 |
| 36893 -       | 2000 SA170               | 24 settembre 2000 | LINEAR                 |
| 36894 -       | 2000 SK170               | 24 settembre 2000 | LINEAR                 |
| 36895 -       | 2000 SL171               | 24 settembre 2000 | LINEAR                 |
| 36896 -       | 2000 SQ171               | 25 settembre 2000 | LINEAR                 |
| 36897 -       | 2000 SB172               | 27 settembre 2000 | LINEAR                 |
| 36898 -       | 2000 SE172               | 27 settembre 2000 | LINEAR                 |
| 36899 -       | 2000 SW172               | 27 settembre 2000 | LINEAR                 |
| 36900 -       | 2000 SZ176               | 28 settembre 2000 | LINEAR                 |

## 36901-37000
| Nome          | Designazione provvisoria | Data di scoperta  | Scopritore |
| ------------- | ------------------------ | ----------------- | ---------- |
| 36901 -       | 2000 SK177               | 28 settembre 2000 | LINEAR     |
| 36902 -       | 2000 SN177               | 28 settembre 2000 | LINEAR     |
| 36903 -       | 2000 SO179               | 28 settembre 2000 | LINEAR     |
| 36904 -       | 2000 SS179               | 28 settembre 2000 | LINEAR     |
| 36905 -       | 2000 SX179               | 28 settembre 2000 | LINEAR     |
| 36906 -       | 2000 SZ179               | 28 settembre 2000 | LINEAR     |
| 36907 -       | 2000 SX181               | 19 settembre 2000 | NEAT       |
| 36908 -       | 2000 SK182               | 20 settembre 2000 | LINEAR     |
| 36909 -       | 2000 SK185               | 21 settembre 2000 | Spacewatch |
| 36910 -       | 2000 SS187               | 21 settembre 2000 | NEAT       |
| 36911 -       | 2000 SY187               | 21 settembre 2000 | NEAT       |
| 36912 -       | 2000 SA188               | 21 settembre 2000 | NEAT       |
| 36913 -       | 2000 SR188               | 21 settembre 2000 | NEAT       |
| 36914 -       | 2000 SX191               | 24 settembre 2000 | LINEAR     |
| 36915 -       | 2000 SP195               | 24 settembre 2000 | LINEAR     |
| 36916 -       | 2000 SW195               | 24 settembre 2000 | LINEAR     |
| 36917 -       | 2000 SJ205               | 24 settembre 2000 | LINEAR     |
| 36918 -       | 2000 SM205               | 24 settembre 2000 | LINEAR     |
| 36919 -       | 2000 SC207               | 24 settembre 2000 | LINEAR     |
| 36920 -       | 2000 SY207               | 24 settembre 2000 | LINEAR     |
| 36921 -       | 2000 SB208               | 24 settembre 2000 | LINEAR     |
| 36922 -       | 2000 SN209               | 25 settembre 2000 | LINEAR     |
| 36923 -       | 2000 SK211               | 25 settembre 2000 | LINEAR     |
| 36924 -       | 2000 SA212               | 25 settembre 2000 | LINEAR     |
| 36925 -       | 2000 SC212               | 25 settembre 2000 | LINEAR     |
| 36926 -       | 2000 SZ213               | 25 settembre 2000 | LINEAR     |
| 36927 -       | 2000 SJ216               | 26 settembre 2000 | LINEAR     |
| 36928 -       | 2000 SN216               | 26 settembre 2000 | LINEAR     |
| 36929 -       | 2000 SB217               | 26 settembre 2000 | LINEAR     |
| 36930 -       | 2000 SM217               | 26 settembre 2000 | LINEAR     |
| 36931 -       | 2000 SS220               | 26 settembre 2000 | LINEAR     |
| 36932 -       | 2000 SK221               | 26 settembre 2000 | LINEAR     |
| 36933 -       | 2000 SF222               | 26 settembre 2000 | LINEAR     |
| 36934 -       | 2000 SG226               | 27 settembre 2000 | LINEAR     |
| 36935 -       | 2000 SB227               | 27 settembre 2000 | LINEAR     |
| 36936 -       | 2000 SF227               | 27 settembre 2000 | LINEAR     |
| 36937 -       | 2000 SX229               | 28 settembre 2000 | LINEAR     |
| 36938 -       | 2000 SA234               | 21 settembre 2000 | LINEAR     |
| 36939 -       | 2000 SB237               | 24 settembre 2000 | LINEAR     |
| 36940 -       | 2000 SA239               | 26 settembre 2000 | LINEAR     |
| 36941 -       | 2000 SV239               | 28 settembre 2000 | LINEAR     |
| 36942 -       | 2000 SK241               | 24 settembre 2000 | LINEAR     |
| 36943 -       | 2000 SF242               | 24 settembre 2000 | LINEAR     |
| 36944 -       | 2000 SD249               | 24 settembre 2000 | LINEAR     |
| 36945 -       | 2000 SM256               | 24 settembre 2000 | LINEAR     |
| 36946 -       | 2000 SN256               | 24 settembre 2000 | LINEAR     |
| 36947 -       | 2000 SW258               | 24 settembre 2000 | LINEAR     |
| 36948 -       | 2000 SO259               | 24 settembre 2000 | LINEAR     |
| 36949 -       | 2000 SG260               | 24 settembre 2000 | LINEAR     |
| 36950 -       | 2000 SL260               | 24 settembre 2000 | LINEAR     |
| 36951 -       | 2000 SF261               | 24 settembre 2000 | LINEAR     |
| 36952 -       | 2000 SM266               | 26 settembre 2000 | LINEAR     |
| 36953 -       | 2000 SO267               | 27 settembre 2000 | LINEAR     |
| 36954 -       | 2000 SB269               | 27 settembre 2000 | LINEAR     |
| 36955 -       | 2000 SR270               | 27 settembre 2000 | LINEAR     |
| 36956 -       | 2000 SU273               | 28 settembre 2000 | LINEAR     |
| 36957 -       | 2000 SB275               | 28 settembre 2000 | LINEAR     |
| 36958 -       | 2000 SQ276               | 30 settembre 2000 | LINEAR     |
| 36959 -       | 2000 SS279               | 25 settembre 2000 | LINEAR     |
| 36960 -       | 2000 SV279               | 25 settembre 2000 | LINEAR     |
| 36961 -       | 2000 SL280               | 30 settembre 2000 | LINEAR     |
| 36962 -       | 2000 SM280               | 30 settembre 2000 | LINEAR     |
| 36963 -       | 2000 SF285               | 23 settembre 2000 | LINEAR     |
| 36964 -       | 2000 SK287               | 26 settembre 2000 | LINEAR     |
| 36965 -       | 2000 SU289               | 27 settembre 2000 | LINEAR     |
| 36966 -       | 2000 SA290               | 27 settembre 2000 | LINEAR     |
| 36967 -       | 2000 SV292               | 27 settembre 2000 | LINEAR     |
| 36968 -       | 2000 SD293               | 27 settembre 2000 | LINEAR     |
| 36969 -       | 2000 SH295               | 27 settembre 2000 | LINEAR     |
| 36970 -       | 2000 SX297               | 28 settembre 2000 | LINEAR     |
| 36971 -       | 2000 SX301               | 28 settembre 2000 | LINEAR     |
| 36972 -       | 2000 SF302               | 28 settembre 2000 | LINEAR     |
| 36973 -       | 2000 SY307               | 30 settembre 2000 | LINEAR     |
| 36974 -       | 2000 SP309               | 24 settembre 2000 | LINEAR     |
| 36975 -       | 2000 SR313               | 27 settembre 2000 | LINEAR     |
| 36976 -       | 2000 SU318               | 26 settembre 2000 | LINEAR     |
| 36977 -       | 2000 SK320               | 29 settembre 2000 | Spacewatch |
| 36978 -       | 2000 SL323               | 28 settembre 2000 | LINEAR     |
| 36979 -       | 2000 SP327               | 30 settembre 2000 | LINEAR     |
| 36980 -       | 2000 SE336               | 26 settembre 2000 | NEAT       |
| 36981 -       | 2000 SW336               | 26 settembre 2000 | NEAT       |
| 36982 -       | 2000 SX336               | 26 settembre 2000 | NEAT       |
| 36983 Sumner  | 2000 SB346               | 21 settembre 2000 | M. W. Buie |
| 36984 -       | 2000 SM348               | 20 settembre 2000 | LINEAR     |
| 36985 -       | 2000 SH349               | 30 settembre 2000 | LONEOS     |
| 36986 Stickle | 2000 SP351               | 29 settembre 2000 | LONEOS     |
| 36987 -       | 2000 ST351               | 29 settembre 2000 | LONEOS     |
| 36988 -       | 2000 SE353               | 30 settembre 2000 | LONEOS     |
| 36989 -       | 2000 SR355               | 29 settembre 2000 | LONEOS     |
| 36990 -       | 2000 SA359               | 27 settembre 2000 | LINEAR     |
| 36991 -       | 2000 SY360               | 23 settembre 2000 | LONEOS     |
| 36992 Jakubek | 2000 SN361               | 23 settembre 2000 | LONEOS     |
| 36993 -       | 2000 SM364               | 20 settembre 2000 | LINEAR     |
| 36994 Pugel   | 2000 SP370               | 25 settembre 2000 | LONEOS     |
| 36995 -       | 2000 TX4                 | 1 ottobre 2000    | LINEAR     |
| 36996 -       | 2000 TY15                | 1 ottobre 2000    | LINEAR     |
| 36997 -       | 2000 TK17                | 1 ottobre 2000    | LINEAR     |
| 36998 -       | 2000 TC21                | 1 ottobre 2000    | LINEAR     |
| 36999 -       | 2000 TN22                | 4 ottobre 2000    | NEAT       |
| 37000 -       | 2000 TG25                | 2 ottobre 2000    | LINEAR     |